# Dark Web: Cicada 3301
Dark Web: Cicada 3301 es una película de suspenso, comedia y acción dirigida por Alan Ritchson, en su debut como director, quien coescribió el guion con Joshua Montcalm. Inspirada en la organización homónima, está protagonizada por Jack Kesy, Conor Leslie, Ron Funches y Ritchson. Kesy interpreta a un hacker que participa en el juego de reclutamiento de Cicada mientras evade a la NSA.
La película fue lanzada digitalmente por Lionsgate Films el 12 de marzo de 2021.

## Trama
Arrestado por la NSA por su participación en la organización secreta Cicada 3301, el hacker Connor testifica ante el Tribunal de Vigilancia de Inteligencia Extranjera de los Estados Unidos sobre los hechos ocurridos. Connor explica que 29 días antes, sin darse cuenta, encontró el juego de reclutamiento de la organización, que requiere que los participantes resuelvan una serie de acertijos para poder unirse. Armado con fuerza por la NSA para ayudarlos a cerrar Cicada, Connor participa en el juego junto a Gwen, una bibliotecaria que busca ser reclutada, y su mejor amigo Avi. Los tres logran encontrar pistas en los acertijos, pero después de que otro grupo de participantes casi los mata, Gwen y Avi abandonan. Sin embargo, Connor continúa el juego y finalmente provoca un corte de energía masivo, lo que le valió una invitación a la fiesta privada de Cicada en Inglaterra.
Reconociendo que Cicada tiene la intención de traer el caos al mundo, Connor les informa a Gwen y Avi que tiene la intención de detener a la organización en la fiesta, lo que los incita a unirse a él. La infiltración sale mal y Connor y Gwen son capturados por el líder de Cicada, Phillip Dubois. Dubois, quien defiende que la organización trae igualdad a un mundo injusto, revela que Gwen es una agente traicionera de la NSA que busca la amnistía a través de Cicada. Connor escapa después de matar a los guardias de Dubois, pero como resultado de que le dispararon a Gwen, ella le proporciona a Connor una unidad USB para obtener la información que tiene Cicada. Enfrentado a Connor, Dubois confiesa que es un actor que sigue las órdenes de Cicada y que no sabía que alguien saldría lastimado. Mientras la NSA asalta el edificio, Connor logra descargar la información antes de quedar inconsciente en su intento de fuga, mientras que los agentes matan a Dubois.
Al concluir el testimonio de Connor, los jueces encuentran fallas en las tácticas de la NSA, pero también informan a Connor que se ha incriminado a sí mismo en varios delitos graves. Sin embargo, Connor revela que estaba paralizando la corte con su testimonio para poder comenzar a filtrar los documentos privados que descargó. Connor amenaza con continuar filtrando información a menos que reciba $ 1 millón por cada documento y Avi sea liberado de la custodia. Con su extorsión exitosa, Connor usa sus nuevas finanzas para ayudar a otros. Recibe un mensaje de Gwen, que ahora es miembro de Cicada.

## Emitir
- Jack Kesy como Connor
  - Tomaso Sanelli como Connor de joven
- Conor Leslie como Gwen
- Ron Funches como Avi
- Alan Ritchson como el agente Carver
- Andreas Apergis como el agente Sullivan
- Kris Holden-Ried como Phillip Dubois

En el Tribunal de Vigilancia de Inteligencia Extranjera de los Estados Unidos de la película aparecen Victoria Snow como la jueza Mary Collins, Marvin Karon como el juez Bates y Rothaford Gray como el juez Walters. En el apartamento de Connor, Alyssa Cheatham interpreta a la joven inquilina Sophia, Quancetia Hamilton interpreta a la madre de Sophia y Anselmo DeSousa interpreta al propietario, el Sr. Costa. Tori, una camarera en el bar de Connor, es interpretada por Linnea Currie-Roberts. Al Sapienza interpreta al agente de la NSA Mike Croft y Benjamin Sutherland aparece como William, un cliente de un bar que es pirateado por Connor.
En la universidad de Avi, Ron Mustafaa interpreta a un empleado de biblioteca y Zane O'Connor interpreta a un guardia de seguridad. Jess Salgueiro interpreta a Shauna, una joven que se encuentra con Avi en la fiesta de Cicada. Jake Michaels y Hanneke Talbot, que aparecieron en la serie Titanes junto a Leslie, Ritchson y Sanelli, interpretan al vigía del equipo de la NSA y al holograma de una mujer de la Antigua Grecia, respectivamente. Michael T. Burgess aparece como uno de los asaltantes con máscara de venado que participan en el juego de reclutamiento. El padre de Connor es interpretado por Patrick Garrow.

## Producción
Dark Web: Cicada 3301 se anunció en 2018 como el primer proyecto original de Phreaker Films, un fondo cinematográfico dirigido por Alan Ritchson. El fondo se estableció a través de una asociación entre AllyCat Entertainment de Ritchson y Marina Acton, un capitalista de riesgo con sede en Silicon Valley. Originalmente titulado Cicada 3301, está inspirado en la organización homónima que publicó un conjunto de acertijos para reclutar descifradores de códigos del público en tres ocasiones.
La película es el debut como director de Ritchson, quien también coescribió el guion con Joshua Montcalm y aparece en un papel secundario como agente de la NSA. Ritchson escribió el guion original por sí mismo, pero se puso en contacto con Montcalm para que lo reescribiera debido a que no estaba satisfecho con él. Después de escribir el guion, Ritchson tenía la intención de interpretar el papel principal hasta que decidió convertirse en director.
El rodaje comenzó en junio de 2018 en Toronto. Dark Web: Cicada 3301 presenta a Ritchson junto a Conor Leslie, quienes aparecieron en la serie de televisión de superhéroes Titanes, aunque los dos no habían trabajado juntos antes de la película.

## Lanzamiento
Los derechos de Dark Web: Cicada 3301 fueron adquiridos por Lionsgate Films en 2020, que estrenó la película digitalmente el 12 de marzo de 2021. Los comunicados de prensa domésticos fueron distribuidos por Lionsgate el 16 de marzo de 2021.

## Recepción
El crítico de Film Threat, Alan Ng, le dio a la película una crítica positiva y la describió como "un thriller de acción bastante bueno". Si bien no le gustó que no ofreciera una descripción seria del fenómeno Cicada 3301, Ng elogió las secuencias de acción y las actuaciones. La película recibió tres estrellas de cinco de Brian Costello de Common Sense Media, quien la llamó "una comedia de acción que de alguna manera logra ser atractiva a pesar de todos los clichés" y "lo suficientemente agradable para una tarde de fin de semana perezosa".
Dando a la película una C−, Josh Bell de Crooked Marquee encontró el material "incoherente" y criticó el humor como "vulgar". Joel Copling de Spectrum Culture compartió críticas similares, quien concluyó que Dark Web: Cicada 3301 "está principalmente interesado en abrumarnos con una gran trama que es imposible de seguir y personajes que son imposibles de gustar".
Farid-ul-Haq de The Geekiary recomendó la película por sus personajes, temas y humor, aunque descubrió que la narrativa podría haberse ampliado. El crítico de Android Police, Cody Toombs, calificó la película como "un gran viaje con muchas risas, intriga, acción y, lo que es más importante, personajes", y comentó que quería que el proyecto fuera "una serie de televisión en lugar de una película independiente, o al menos debería ser adaptada a algunas secuelas" para ver más personajes interpretados por Jack Kesy, Conor Leslie y Ron Funches.